# Бортойское сельское поселение
Се́льское поселе́ние «Бортойское» (бур. Бортын hомон) — муниципальное образование в Закаменском районе Бурятии Российской Федерации.
Административный центр — улус Бортой.

## История
Статус и границы сельского поселения установлены Законом Республики Бурятия от 31 декабря 2004 года № 985-III «Об установлении границ, образовании и наделении статусом муниципальных образований в Республике Бурятия»

## Население
| 2002 | 2011 | 2012 | 2013 | 2014 | 2015 | 2016 |
| ---- | ---- | ---- | ---- | ---- | ---- | ---- |
| 290  | ↗297 | ↘279 | ↘268 | ↗278 | ↘274 | ↗276 |
| 2017 | 2018 | 2019 | 2020 | 2021 | 2023 | 2024 |
| ↘274 | ↘262 | ↗263 | ↘248 | ↘220 | ↗234 | ↘228 |

## Состав сельского поселения
| № | Населённый пункт | Тип населённого пункта       | Население |
| - | ---------------- | ---------------------------- | --------- |
| 1 | Бортой           | улус, административный центр | ↘228      |